# Charlotte Potts

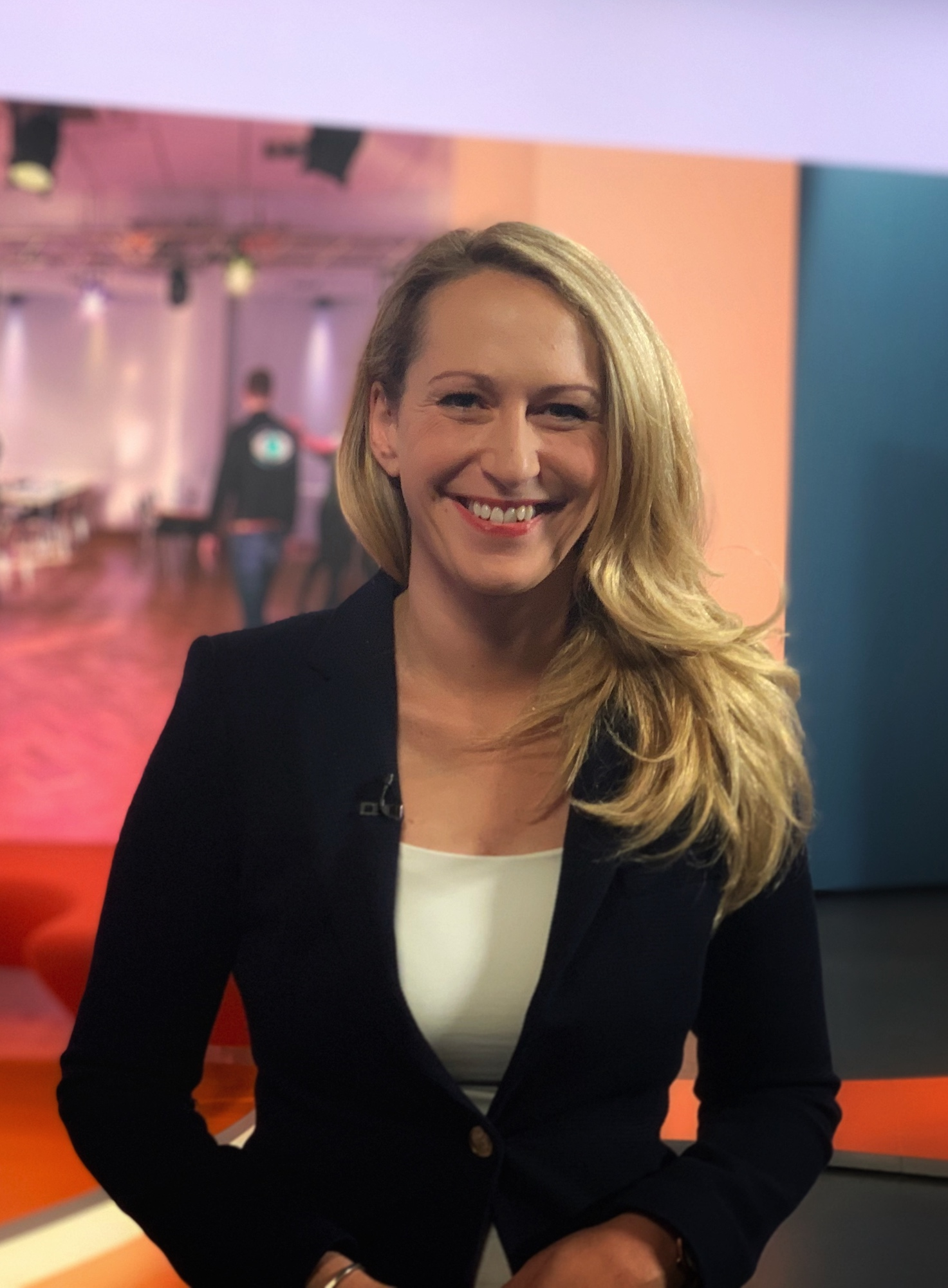
Charlotte Potts (2019)

Charlotte Potts (* 10. August 1986 in Münster) ist eine deutsche Journalistin und Fernsehmoderatorin.

## Leben
Charlotte Potts wuchs in Lüdinghausen im Münsterland auf. Sie studierte Neuere und Neueste Geschichte, Psychologie und Volkswirtschaft an der Albert-Ludwigs-Universität in Freiburg im Breisgau, sowie Journalismus und Politik an der American University in Washington, D.C.
Im Jahr 2016 wurde Charlotte Potts an der TU Chemnitz promoviert. Ihre Dissertation verfasste sie über Links- und Rechtspopulismus in den USA. Das Buch erschien unter dem Titel Protest im Land der unbegrenzten Möglichkeiten. Tea Party und Occupy im Vergleich.

## Karriere
Von 2008 bis 2015 arbeitete Potts zunächst für das ZDF und später für die ARD als Producerin in den Auslandsstudios der Sender in Washington, D.C. In dieser Funktion berichtete sie unter anderem über die US-Präsidentschaftswahlen 2008 und US-Präsidentschaftswahlen 2012.
Von 2016 bis 2019 arbeitete Potts als politische Korrespondentin im Hauptstadtstudio der Deutschen Welle in Berlin. Dort berichtete sie unter anderem über die Bundestagswahl 2017, die anschließenden Koalitionsverhandlungen und den Anschlag am Breitscheidplatz. Von 2019 bis 2021 war sie als politische Korrespondentin in London tätig. Potts berichtet zweisprachig auf Deutsch und Englisch.
Von Januar 2017 bis Juli 2022 moderierte Potts zudem die Frühschiene des ZDF-Morgenmagazins.
Seit Oktober 2022 ist Potts bei der Nachrichtenredaktion der Seven.One Entertainment Group als Chefreporterin für politische Geschehen in Berlin tätig.

## Privates
Charlotte Potts ist verheiratet und Mutter von zwei Söhnen, geboren im Juni 2018 und Dezember 2020.
Im August 2025 gab sie bekannt, an Brustkrebs erkrankt zu sein.

## Veröffentlichungen
- Protest im Land der unbegrenzten Möglichkeiten. Tea Party und Occupy im Vergleich, 2016, 429 S., ISBN 978-3-8487-3364-4

## Auszeichnungen
- Das „Medium Magazin“ wählte Potts unter die Top 30 Journalisten in Deutschland unter 30 Jahren.[9]
- „Newsroom.de“ wählte Potts unter „Die 500“ Medienmacherinnen.[10]
- Für den US-Think Tank Atlantic Council verfasste Potts als eine von 12 ausgewählten Fellows einen Bericht über die transatlantischen Beziehungen aus Sicht der jungen Generation.